# Geranomyia multipuncta
Geranomyia multipuncta là một loài ruồi trong họ Limoniidae. Chúng phân bố ở miền Cổ bắc.